# ديف فيرغسون
ديف فيرغسون (بالإنجليزية: Dave Ferguson)‏ هو لاعب كرة قدم أسترالية أسترالي، ولد في 5 فبراير 1903، وتوفي في 16 نوفمبر 1975.

## وصلات خارجية
- ديف فيرغسون على موقع AustralianFootball.com (الإنجليزية)
- ديف فيرغسون على موقع AFLtables.com (الإنجليزية)